# Ierland op het Eurovisiesongfestival 2023
Ierland nam deel aan het Eurovisiesongfestival 2023 in Liverpool, Verenigd Koninkrijk. Het was de 56ste deelname van het land op het Eurovisiesongfestival. RTE was verantwoordelijk voor de Ierse bijdrage voor de editie van 2023.

## Selectieprocedure
Op 9 januari maakt de Ierse omroep de plannen bekend voor het aankomende songfestival. De selectie bleef ongewijzigd ten opzichte van vorig jaar. Tijdens een speciale editie van de Late Late Show zal de inzending voor het Eurovisiesongfestival gekozen worden. De winnaar wordt gekozen door een combinatie van nationale jury, internationale jury en publieksstemming. Er deden zes artiesten mee aan de nationale finale. Uiteindelijk ging de band Wild Youth met de zegepalm aan de haal met het nummer ‘We Are One’. Het lied kreeg de voorkeur van zowel de nationale jury als de televoters. De internationale jury ging voor Connolly die er uiteindelijk met zilver vandoor ging.
Ierland is met zeven overwinningen recordhouder, maar de laatste jaren zit er de klad in. De afgelopen acht jaar werd slechts één maal de finale gehaald (In 2018 werd Ryan O’Shaughnessy 16e met ‘Together’). Vorig jaar werd Ierland vertegenwoordigd met ‘That’s Rich’ door Brooke, dat slechts 15e werd in de halve finale.

## Eurosong 2023
| Plaats | Artiest          | Lied                   | Nationale Jury | Internationale Jury | Televoting | Totaal |
| ------ | ---------------- | ---------------------- | -------------- | ------------------- | ---------- | ------ |
| 1      | Wild Youth       | We Are One             | 12             | 10                  | 12         | 34     |
| 2      | Connolly         | Midnight Summer Night  | 10             | 12                  | 10         | 32     |
| 3      | K Muni and ND    | Down in the Rain       | 8              | 4                   | 8          | 20     |
| 4      | Public Image Ltd | Hawaii                 | 6              | 6                   | 6          | 18     |
| 5      | Adgy             | Too Good for Your Love | 4              | 8                   | 4          | 16     |
| 6      | Leila Jane       | Wild                   | 2              | 2                   | 2          | 6      |

## In Liverpool
Ierland komt in Liverpool uit in het eerste deel van de eerste halve finale op dinsdag 9 mei.
1965 · 1966 · 1967 · 1968 · 1969 · 1970 · 1971 · 1972 · 1973 · 1974 · 1975 · 1976 · 1977 · 1978 · 1979 · 1980 · 1981 · 1982 · 1983 · 1984 · 1985 · 1986 · 1987 · 1988 · 1989 · 1990 · 1991 · 1992 · 1993 · 1994 · 1995 · 1996 · 1997 · 1998 · 1999 · 2000 · 2001 · 2002 · 2003 · 2004 · 2005 · 2006 · 2007 · 2008 · 2009 · 2010 · 2011 · 2012 · 2013 · 2014 · 2015 · 2016 · 2017 · 2018 · 2019 · 2020 · 2021 · 2022 · 2023 · 2024 · 2025
Albanië · Armenië · Australië · Azerbeidzjan · België · Cyprus · Denemarken · Duitsland · Estland · Finland · Frankrijk · Georgië · Griekenland · Ierland · IJsland · Israël · Italië · Kroatië · Letland · Litouwen · Malta · Moldavië · Nederland · Noorwegen · Oekraïne · Oostenrijk · Polen · Portugal · Roemenië · San Marino · Servië · Slovenië · Spanje · Tsjechië · Verenigd Koninkrijk · Zweden · Zwitserland